# Eye of the Storm: Captain Jack's Stunt Spectacular
Eye of the Storm: Captain Jack’s Stunt Spectacular (Mandarijn: 风暴来临:杰克船长之惊天特技大冒险) is een show in het Chinese attractiepark Shanghai Disneyland die werd geopend op 16 juni 2016. Het is een stuntshow in het thema van de filmserie Pirates of the Caribbean. De show wordt vertoond in het Teatro El Fandango.

## Beschrijving
Door het theatergezelschap van Teatro El Fandango, onder leiding van Don Diego Sevilla Portilla, wordt een voorstelling opgevoerd over Jack Sparrow, die door de Don zelf vertolkt gaat worden. Middels posters en aanplakbiljetten in de wachtrij van de show wordt duidelijk gemaakt dat de echte Jack Sparrow niet welkom is tijdens de voorstelling. In de voorshow, die plaatsvindt in de foyer van het theater, worden Don Diego Sevilla Portilla en zijn vrouwelijke medespeelster voorgesteld aan het publiek, samen met een aantal andere piratenacteurs. Na deze voorshow openen de deuren richting de theaterzaal zich en kunnen gasten doorlopen om plaats te nemen in het theater.
In het theater wordt een vrij amateuristisch toneelstuk opgevoerd, waarop plots Jack Sparrow aan een ziplijn het theater invliegt. Hij beticht de Don ervan een bedrieger te zijn en zegt eens te laten zien wat een echte piraat is. Daarop gaat hij in gevecht met de acteurs; de Don rent gillend over het podium, maar zijn vrouwelijke medespeelster rukt haar protserige jurk af en begint mee te vechten. Dan komt plots de Britse Marine binnenvallen in een poging om Jack Sparrow te arresteren. Als door de verwarring tussen acteur-Jack en de echte Jack Sparrow niet duidelijk is wie nu de echte is, schiet de Britse Marine het theaterpodium aan gort met behulp van een kanon. Vervolgens wordt er gevochten tussen Jack, de piraten en de mariniers op de inmiddels half ingestorte technische installatie achter het podium. Daarbij worden er enkele stunts uitgevoerd, waaronder een gevecht in een verticale windtunnel, die het oog van een storm die door het theater raast voor moet stellen.

Foto's van El Teatro Fandango
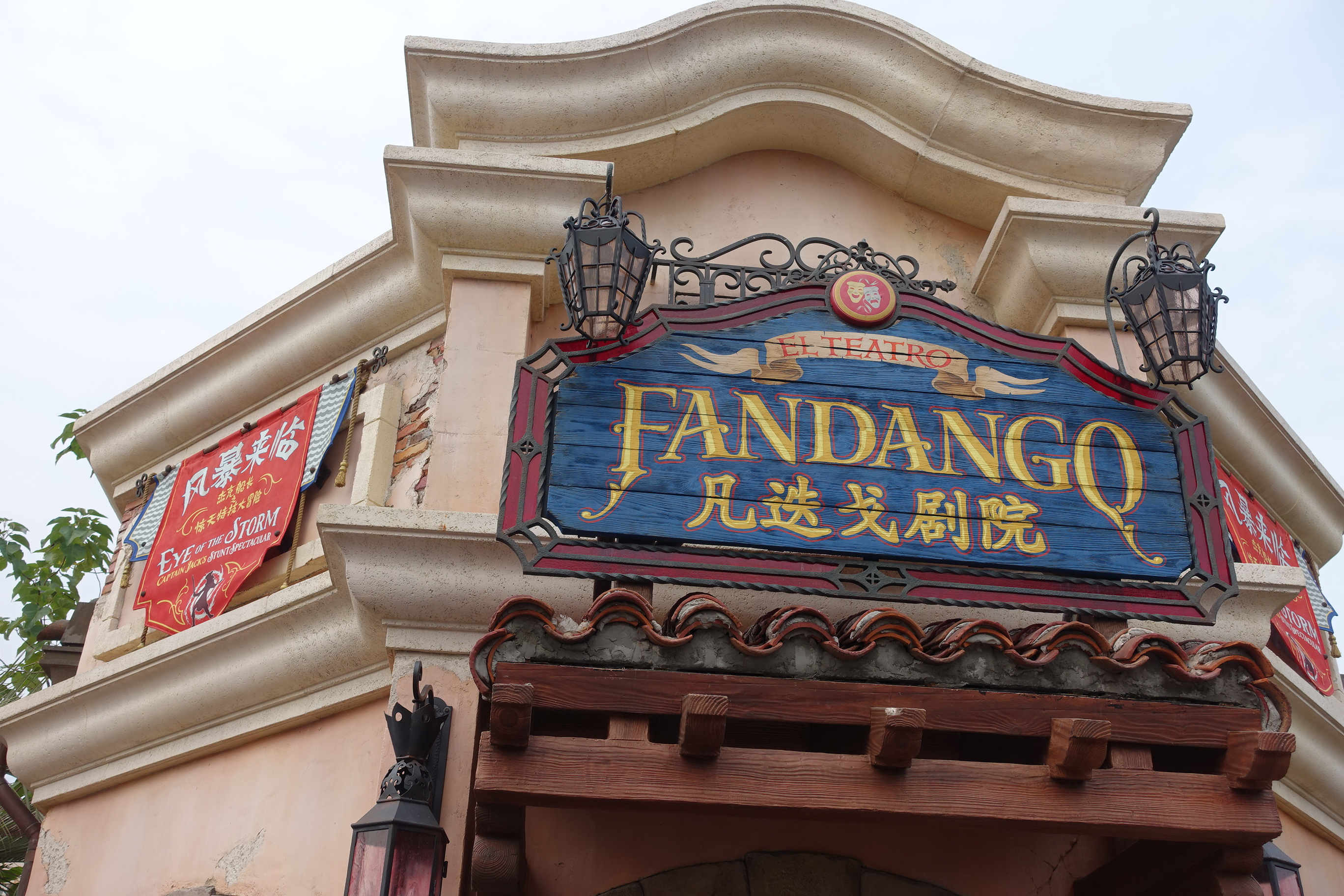
Het entreegebouw tot de wachtrij voor het theater
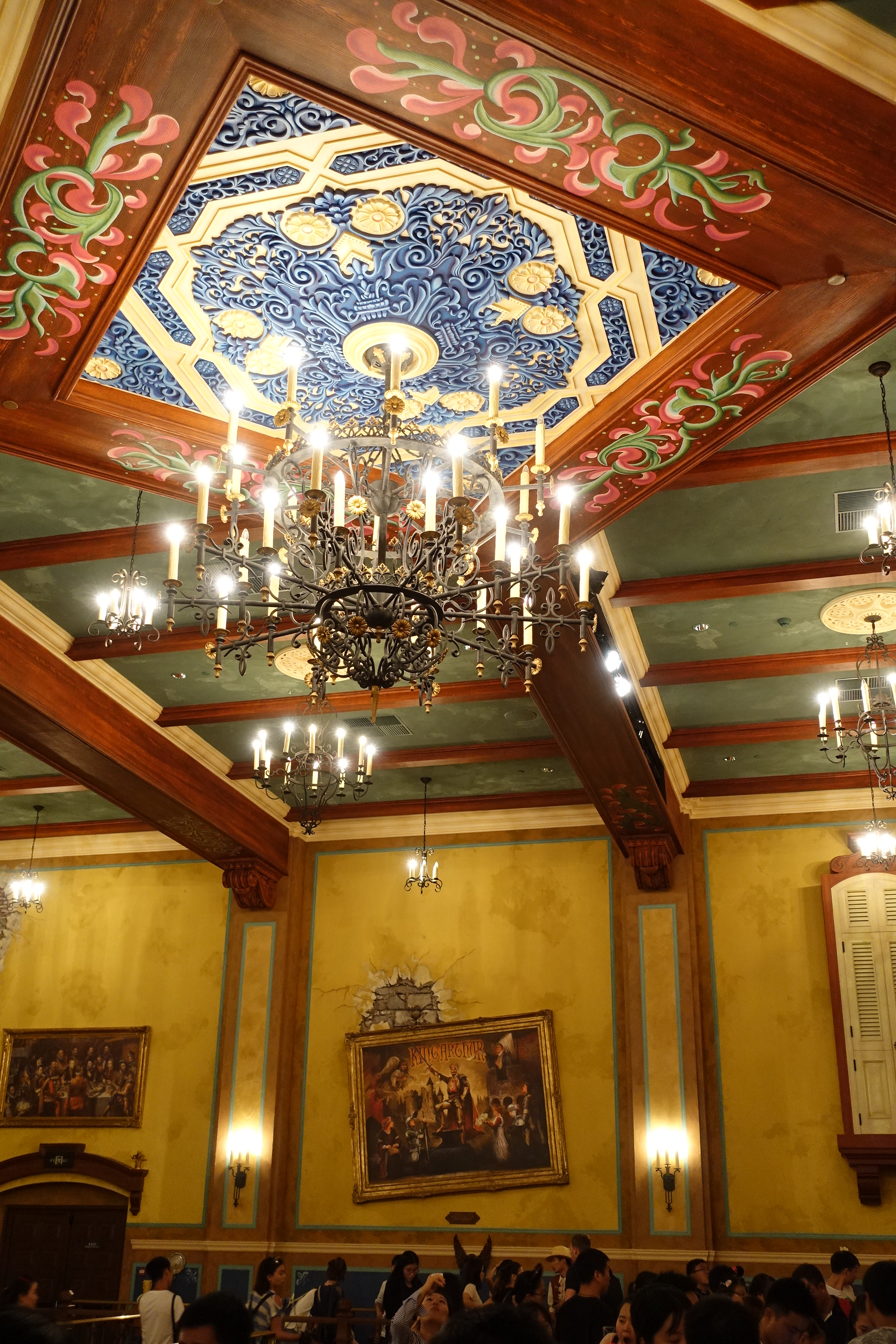
Het interieur van de voorshow
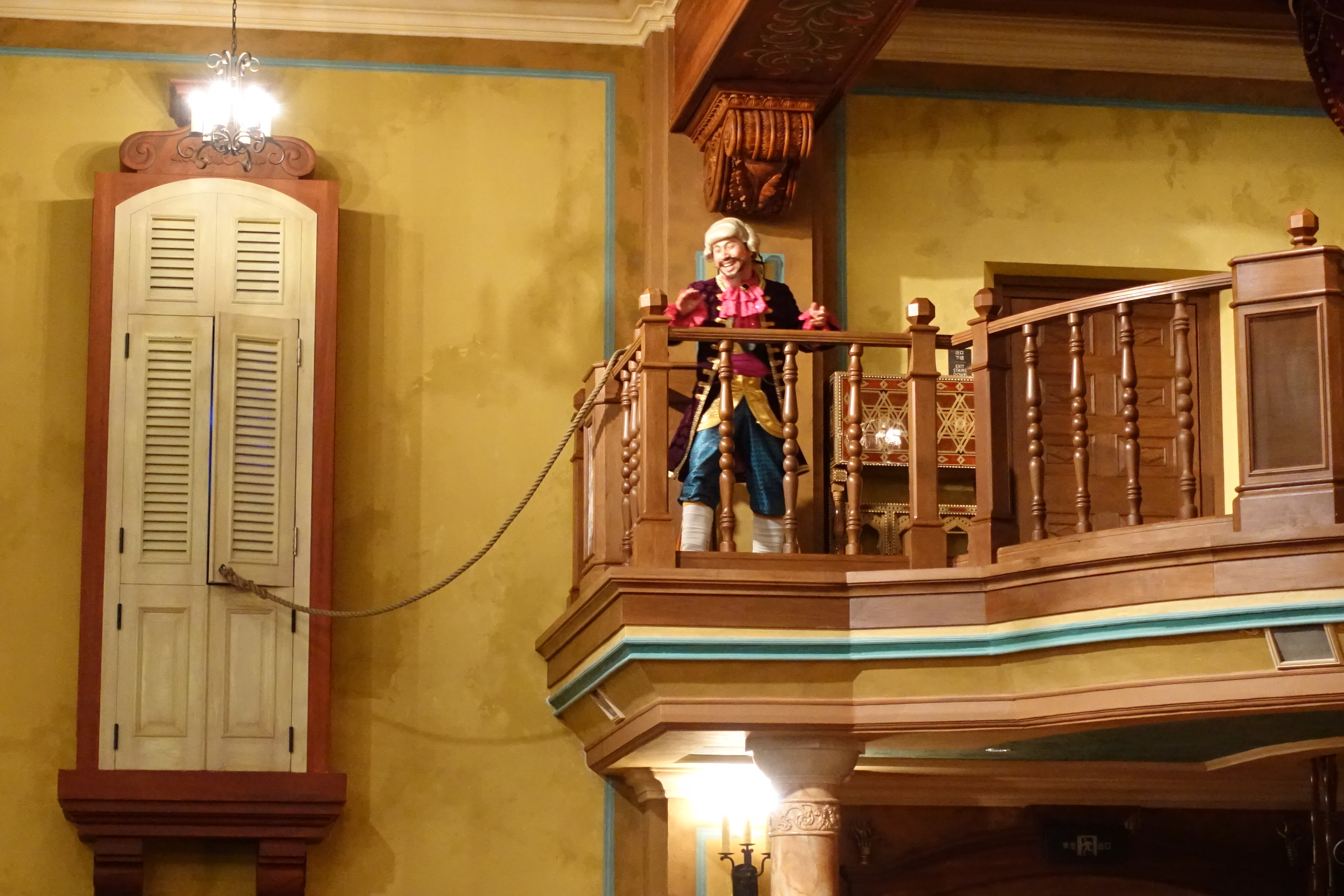
Don Diego Sevilla Portilla in de voorshow
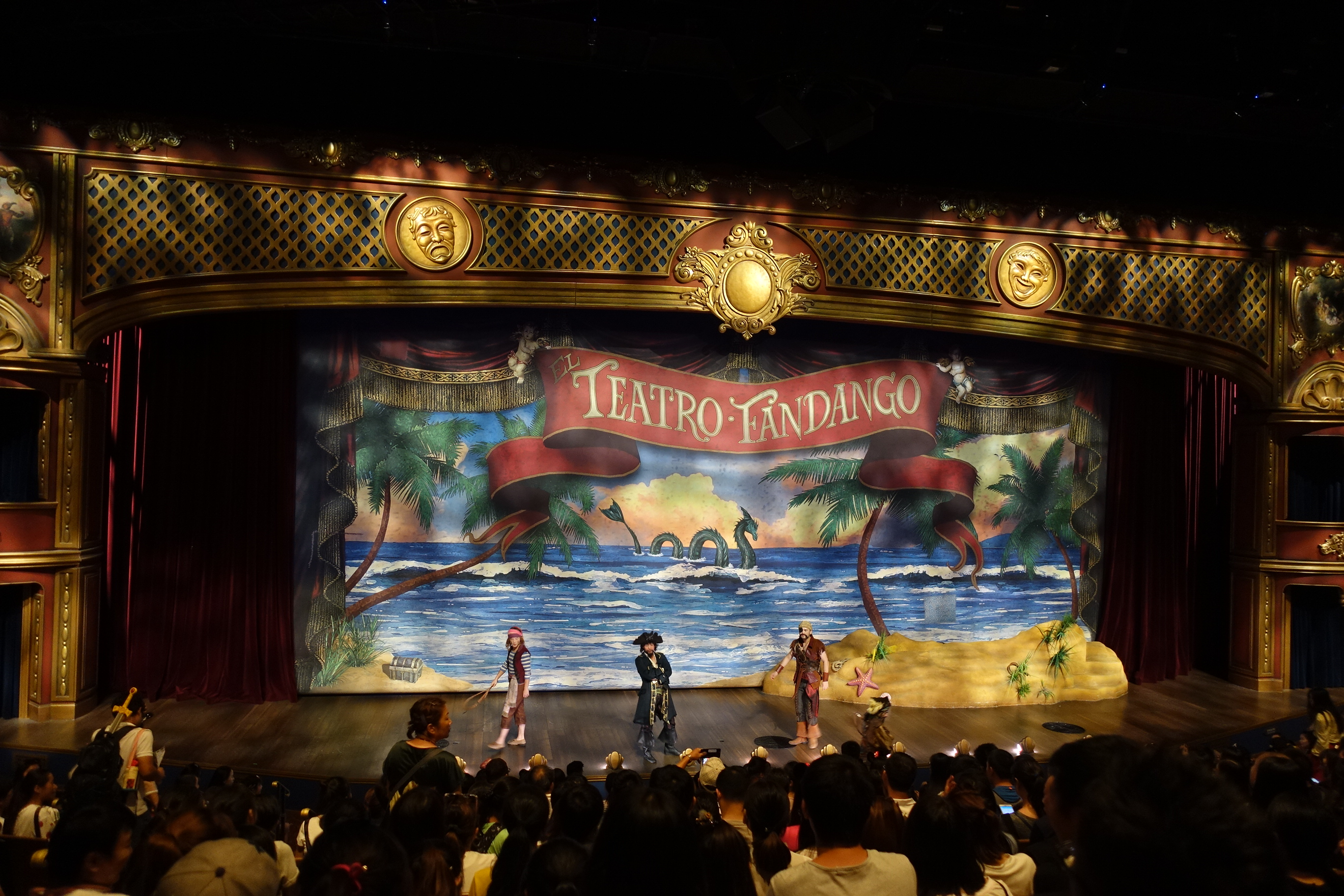
De voorstelling van Don Diego Sevilla Portilla
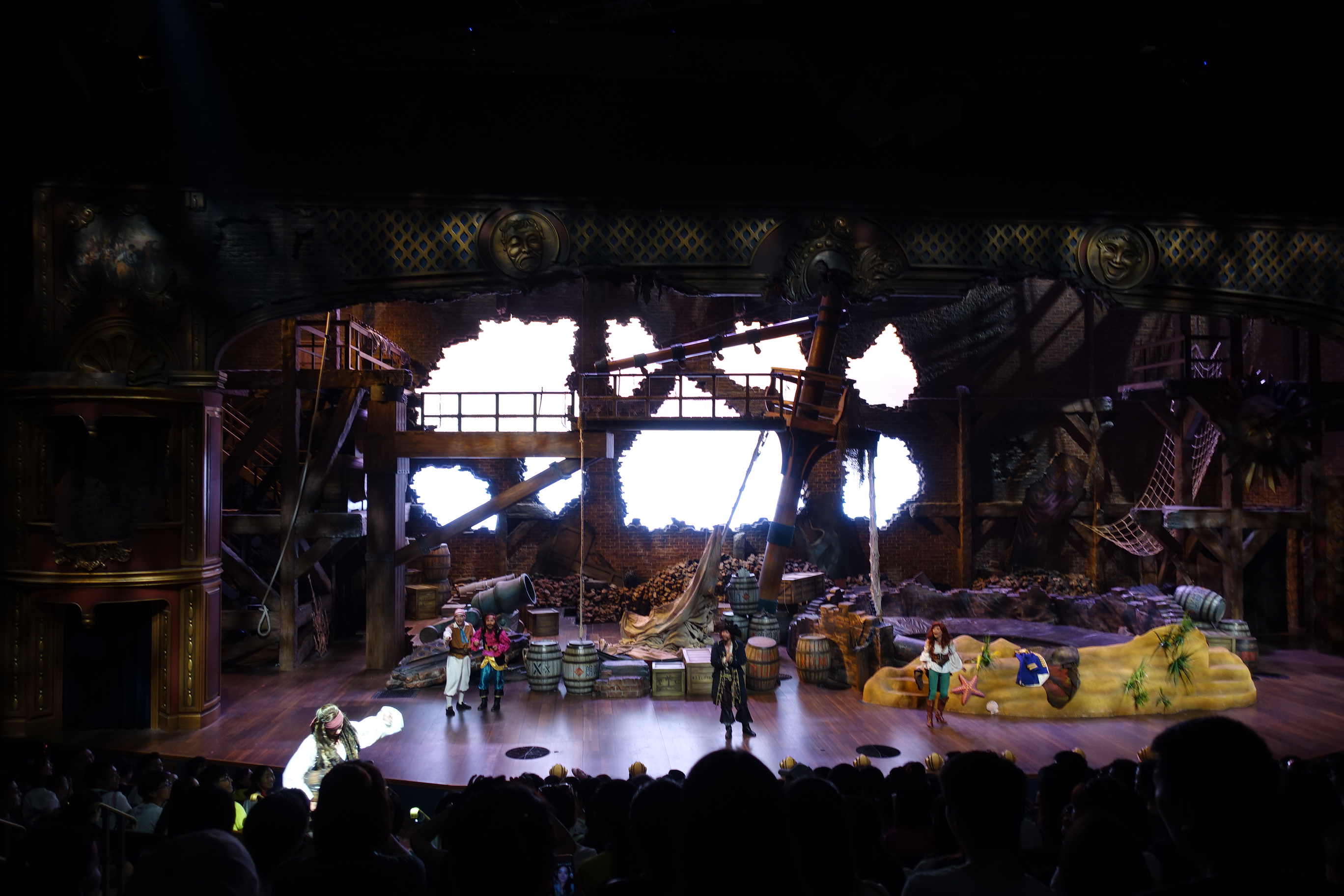
Het half ingestorte theater na de kanonsschoten